# Nation of Gondwana
Nation of Gondwana (en abrégé : Nation) est un festival annuel en plein air (open-air) de musique alternative et électronique allemand organisé depuis 1995,. Les organisateurs organisent le festival sous le nom de Pyonen. Il a lieu dans les environs de Berlin, à l'origine dans un champ près d'Altlandsberg. Depuis 1999, une clairière avec un lac attenant près de Grünefeld, un quartier de la commune de Schönwalde-Glien, s'est établie comme lieu fixe de la manifestation. En raison d'un arrêté municipal, seul un nombre limité d'invités est autorisé sur le site. Avec 8 000 visiteurs, la manifestation en plein air se déroule régulièrement à guichets fermés.
Le nom du festival peut être attribué au continent primitif Gondwana et était l'idée d'un ami des organisateurs.

## Histoire

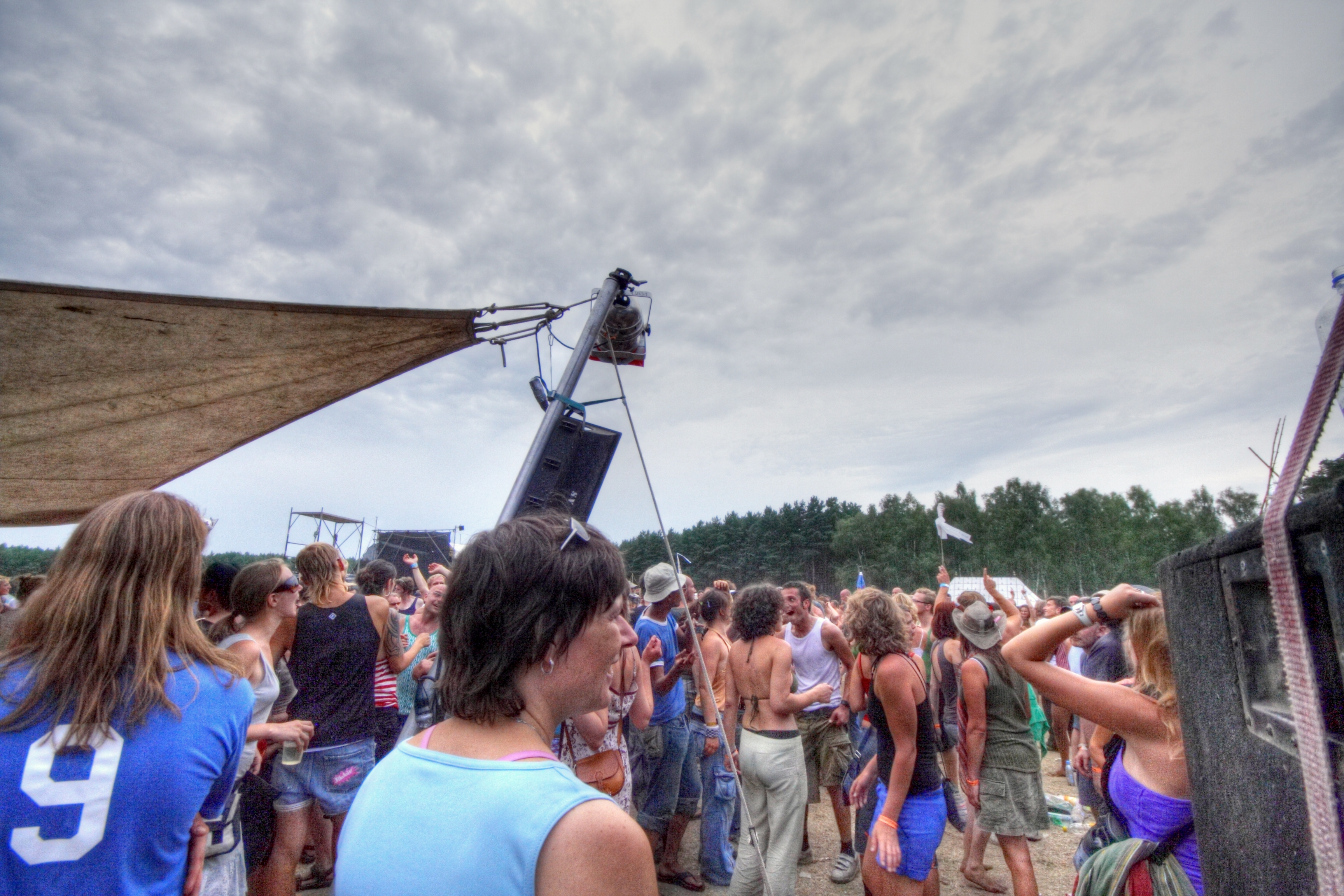
Nation of Gondwana 2006.

Les deux organisateurs du festival ont organisé les premières soirées techno autour de la scène des squatters berlinois au début des années 1990. L'idée de Nation of Gondwana est née après que, lors d'un week-end de Loveparade, ils se soient vu refuser l'entrée à une fête organisée au Eimer avec le producteur de techno Der Dritte Raum en raison de l'affluence. Ils décident alors de créer leur propre événement en plein air pendant la Love Parade l'année suivante. À l'aide d'une carte de vélo, ils découvrent une clairière avec un lac adjacent dans le Brandebourg comme lieu de l'événement,.
Avec environ 1 500 visiteurs au début, le festival a lieu depuis lors un week-end en juillet et est maintenu même après la fin provisoire de la Love Parade. Outre les DJ sets classiques, des représentations musicales et artistiques divergentes ont eu lieu à plusieurs reprises. Par exemple, en 1997, la prestation d'un groupe de punk rock. En 1998, des conduites de gaz sont installées dans le lac afin de le faire s'enflammer pendant le spectacle d'une chanteuse d'opéra américaine. Cette année-là, le festival a entraîné des difficultés financières en raison des coûts élevés et des fortes pluies.
En 1999, le festival est organisé pour la première fois à Grünefeld. En 2001, 3 500 visiteurs sont recensés. Cette année-là, de fortes pluies causent à nouveau des problèmes. En 2002, lors d'une réunion du conseil municipal de la ville voisine de Börnicke, des plaintes sont déposées pour cause de musique trop longue et trop forte, accompagnées d'une liste de signatures et de la menace d'une demande d'injonction. Lors de la réunion communale, une seule personne s'est prononcée en faveur de la manifestation. Lors d'un entretien commun en octobre 2001, auquel ne participèrent, outre le maire, que deux autres riverains de Börnicke, les organisateurs s'engagèrent à réduire le volume sonore de 25 % à l'avenir, et même davantage la nuit. La menace d'une injonction est ensuite retirée. En 2003, Nation of Gondwana a lieu au château de Dammsmühle. Entre 4 h 30 et 6 h du matin, la musique doit être coupée cette année-là à la suite d'une plainte de riverains. En 2006, le festival a doit de nouveau faire face à de fortes pluies.
En 2011, le temps ne s'étant amélioré que peu de temps avant le début de l'événement et une grande partie des invités n'étant arrivés que le samedi, cela a entraîné des embouteillages plus importants dans les environs et a posé des difficultés aux organisateurs et à la police pour réguler la circulation. En 2015, environ 25 plaintes sont déposées pour cause de musique trop forte, alors que malgré une valeur de mesure A autorisée de 55 décibels, seuls 37 à 46 décibels sont mesurés en réalité. Cela est attribué à la valeur dite C des basses, qui n'a pas pu être mesurée.
Le 20 juin 2018, Nation of Gondwana est abordée avec la participation d'un des organisateurs au sein de la commission culturelle du parlement du Land de Brandebourg, afin de discuter des opportunités économiques et culturelles que de tels événements pourraient offrir au Land de Brandebourg. Les obstacles bureaucratiques, tels que la nécessité d'obtenir un permis de transformation des forêts, ont été particulièrement critiqués, car ils entraveraient inutilement l'organisation de festivals. Des députés comme Henryk Wichmann (CDU) et Isabelle Vandré (Die Linke) se sont prononcés en faveur d'un allègement significatif.
En raison de la pandémie de Covid-19, Nation of Gondwana est annulée en 2020. À la place, le week-end de la date initialement prévue pour l'événement, un livestream de 24 heures est diffusé sur YouTube, Facebook et via le service de streaming du Chaos Computer Club, avec différents DJ sets qui avaient été enregistrés au préalable sur le site web du festival.
En 2021, le festival a lieu à nouveau malgré la pandémie de Covid-19 toujours en cours. Cela est possible grâce à une faible incidence et à un vaste concept d'hygiène. Cela impliquait notamment de répartir le nombre de visiteurs sur deux week-ends consécutifs durant lesquels le festival se déroulait. Tous les visiteurs devaient présenter un test PCR négatif ou une vaccination complète. Des tests rapides étaient à nouveau effectués avant l'entrée sur le site du festival. L'accès au festival n'était possible qu'en vélo ou en voiture, afin d'éviter la formation de grappes dans les transports publics. Le port du masque n'était obligatoire que dans les bars et les stands de nourriture. Le festival a servi de projet pilote au Land de Brandebourg et a fait l'objet d'un suivi scientifique.

## Filmographie
- (de) Ein Dorf im Techno-Fieber, rbbKultur – Das Magazin, reportage ; 2019.
- (de) Kirian Scheuplein : Pyonen – Nation of Gondwana 1998. sur YouTube. 10 janvier 2019. (vidéo ; 37:05 min)